# كوسوكه شيراي
كوسوكه شيراي (باليابانية: 白井 康介) (1 مايو 1994 في شيزوكا في اليابان – )؛ هو لاعب كرة قدم ياباني سابق كان يلعب كلاعب وسط.

## وصلات خارجية
- كوسوكه شيراي على موقع رابطة كرة القدم اليابانية للمحترفين (اليابانية)
- كوسوكه شيراي على موقع قاعدة بيانات كرة القدم.إي يو (الإنجليزية)
- كوسوكه شيراي على موقع Soccerway.com (الإنجليزية)
- كوسوكه شيراي على موقع عالم كرة القدم.نت (الإنجليزية)